# Weissia willisiana
Weissia willisiana là một loài Rêu trong họ Pottiaceae. Loài này được (Sainsbury) Catches. miêu tả khoa học đầu tiên năm 1980.